# О̆
О̆, о̆는 키릴 문자의 하나이다. 모든 형태에서, 라틴 문자 위에 브레브가 있는 O(Ŏ ŏ Ŏ ŏ)의 호모글리프이다.
브레브가 있는 O(O with breve)는 이텔멘어에서 사용되며, 여기서 아주 짧은 후설 원순 중고모음 [ŏ]을 나타낸다. (카마치카 원주민 신문은 대신 링 위에 있는 O를 사용한다.)
또한 한티어 알파벳에서 움라우트가 있는 O(Ӧ) 대신 사용되며, 여기서 전설 원순 중고모음 [ø]를 나타낸다.

## 같이 보기
- Ŏ ŏ : 라틴 문자 Ŏ - 실레시아어 문자
- 유니코드의 키릴 문자

## 내용주
1. ↑  Characters may not combine well on some computers. This will cause О̆ & Ŏ to look different.